# アメイジング ザ ワールド
『アメイジング ザ ワールド』とは、日本の音楽ユニットSCREEN modeの3枚目のシングル。2014年11月5日にLantisから発売された。

## 収録曲
- 作詞:勇-YOU-　作曲・編曲:雅友

1. アメイジング ザ ワールド [3:58]
テレビ東京系テレビアニメ『ガンダムビルドファイターズトライ』エンディングテーマ。
2. トレモロ [3:06]
3. キミとボクの願いのまま [4:15]